# Alessia Piovan
Alessia Piovan (n. 20 mai 1985, Noventa Vicentina, Veneto, Italia) este o actriță italiană.